# WAC-Platz
WAC-Platz (Pratersportplatz) – stadion sportowy w Wiedniu, stolicy Austrii. Został otwarty w 1898 roku. Dawna arena meczów piłkarzy klubu Wiener AC oraz reprezentacji Austrii.
Boisko piłkarskie klubu Wiener AC powstało w 1898 roku, co pozwala uznać je za najstarszy istniejący do tej pory obiekt piłkarski w Austrii. 12 października 1902 rozegrano na nim spotkanie pomiędzy reprezentacjami Wiednia i Budapesztu, wygrane przez gospodarzy 5:0. W 1908 roku federacje piłkarskie Austrii i Węgier zgodziły się uznać mecz za oficjalne spotkanie międzypaństwowe, w związku z czym mecz ten uważany jest za pierwsze w historii spotkanie zarówno reprezentacji Austrii, jak i reprezentacji Węgier. Ogółem reprezentacja Austrii rozegrała na tym obiekcie 16 spotkań (ostatnie w 1920 roku), z czego 14 z reprezentacją Węgier (a także po jednym meczu z Włochami i Szwajcarią). W 1912 roku powstała trybuna po stronie południowej. Naprzeciwległą, betonową trybunę wybudowano w roku 1924. Została ona wyburzona w połowie lat 70. W szczytowym okresie pojemność obiektu wynosiła 25 000 widzów. Rozgrywający w przeszłości na tym obiekcie swoje spotkania Wiener AC to zdobywca tytułu Mistrza Austrii z 1915 roku, a także pucharu tego kraju w latach 1931 i 1959; drużyna ta dotarła również do finału Pucharu Mitropa w roku 1931. Obecnie klub nadal prowadzi sekcję piłkarską, ale nie uczestniczy w żadnych rozgrywkach. W 2017 roku na wschód od boiska Wiener AC (częściowo nawet na jego fragmencie) oddano do użytku boisko do hokeja na trawie. Reszta niszczejących i zarośniętych trybun obiektu (ich pojemność szacowano wówczas na 15 000 widzów) została zlikwidowana. Murawa stadionu wciąż utrzymywana jest w należytym stanie i służy treningom oraz rekreacyjnym spotkaniom.